# Rezoluția 491 a Consiliului de Securitate al ONU
Rezoluția 491 a Consiliului de Securitate al Organizației Națiunilor Unite, adoptată în unanimitate la 23 septembrie 1981, după examinarea cererii de aderare a Belizelor și cercetarea raportului întocmit de Comitetul pentru admiterea de noi membri, a recomandat Adunării Generale admiterea Belizelor ca stat membru al Organizației Națiunilor Unite.

## Efect
Adunarea Generală a admis Belizele ca stat membru al Organizației Națiunilor Unite la 25 septembrie 1981.